# 萊瓦德內 (錫內利尼科韋區)
47°59′58″N 36°10′48″E / 47.99944°N 36.18000°E
莱瓦德内（烏克蘭語：Левадне），2016年之前名为齊科韋（Ци́кове），是烏克蘭中部第聶伯羅彼得羅夫斯克州錫內利尼科韋區的村落。處於沃夫恰河右岸，距離喬爾年科韋和波克羅夫斯凱1公里，始建於1808年，面積1.64平方公里，海拔高度78米，2001年人口953。